# 10.19
10.19（じってんいちきゅう）は、1988年10月19日に川崎球場（神奈川県川崎市川崎区）でダブルヘッダーにより行われた、日本プロ野球のパシフィック・リーグ（以下「パ・リーグ」）のロッテオリオンズ（以下「ロッテ」） 対 近鉄バファローズ（以下「近鉄」）第25・26回戦を指す通称である。
近鉄が「10.19」で連勝すれば近鉄のパ・リーグ優勝が決定し、近鉄が1回でも敗れるか引き分けるかで西武ライオンズの優勝が決定するという状況のもと、近鉄が第2試合で引き分けて西武のリーグ優勝が決まった。川崎球場は超満員となり、第2試合途中から急遽全国的にテレビ中継が放送され、関西地区では46.7%の高視聴率を記録した。
2010年にNPBが行った「最高の試合」「名勝負・名場面」調査では、監督およびコーチ、報道関係者の両者が「最高の試合」の第2位にこの試合を選んでいる。
この項目では、翌1989年10月12日に行われた西武対近鉄24・25回戦のダブルヘッダー（西武球場）と、「10.19」で優勝を逃した近鉄が1年越しで達成したリーグ優勝についても記述する。

## 「10.19」

### 「10.19」に至るまでの経緯
近鉄バファローズは、1988年6月、大麻不法所持により逮捕、退団となった主砲のリチャード・デービスに代わる選手として、中日ドラゴンズで第三の外国人選手だったラルフ・ブライアントを、同月28日に金銭トレードで獲得し支配下選手登録を行った。同日、首位の西武ライオンズと2位近鉄は8ゲーム差だった。中日では出場機会に恵まれなかったブライアントは大活躍を見せるが、9月15日の段階でも、首位西武と2位近鉄は6ゲーム差であった。
しかし、ここから近鉄は驚異の追い上げを見せる。西武が9月16日からの7試合を3勝4敗だった一方、近鉄は9月16日から8連勝し、9月終了時点で1.5ゲーム差となる。その後もゲーム差は縮まり、10月4日には西武が負けて近鉄が勝ったため、2位近鉄に優勝へのマジック14が点灯、翌日の試合にも勝ち、首位に立っている。
例年より降雨による試合中止が多かった一方、10月22日に日本シリーズの開幕が決まっていたため、近鉄は10月7日から19日にかけての13日間で15連戦（10、19日はダブルヘッダー）、一方の西武も7日から16日まで10連戦を戦った。7日・8日に近鉄と西武の直接対決で西武が連勝し再び首位となり近鉄と2ゲーム差となるが、そこから13日までに西武は4勝1敗、近鉄が対ロッテ戦6試合に全勝として、近鉄のマジックが点灯のまま減っていった。14日から16日はともに勝ち、負け、勝ちが続き、16日、西武は全日程を終了した。
近鉄は17日に阪急ブレーブスに敗れたため、優勝するためには残る対ロッテ戦3試合に全勝するしかなく、引き分け1つも許されない状況に追い込まれた。近鉄は西宮球場から宿舎（京都）に移動するバスの車内で、佐々木修が音頭を取り、近鉄バファローズの球団歌を全員で合唱した。翌日の18日、近鉄は川崎球場で行われた対ロッテ戦に12対2で勝利し、10月19日を迎えた。

### 第1試合
15時試合開始。川崎球場は快晴だった。
初回にロッテは愛甲猛の2ラン本塁打で2点を先制（近0-2ロ）。近鉄は、ロッテの先発投手の小川博に5回二死まで無走者・無得点に抑えられていたところで、鈴木貴久の本塁打で1点を返した（近1-2ロ）。7回裏にロッテは2四球により二死一・三塁となったところで佐藤健一が二塁打を放ち1点を追加（近1-3ロ）、再び2点差とした。鈴木の本塁打以降再び無走者・無得点に抑えられていた近鉄は、8回表一死から鈴木がチーム2本目となる安打、続く吹石徳一の代打加藤正樹が四球で出塁して一死一・二塁となったところで、山下和彦の代打村上隆行が2点適時二塁打を放ち3-3の同点に追いついた（近3-3ロ）。9回表を迎えた時点で両チームの得点はそのままであり、当時のパ・リーグは「ダブルヘッダー第1試合は延長戦なし。9回で試合打ち切り」という規定があったため、近鉄はこの9回表に勝ち越さなければ西武の優勝が決まる状況であった。
その9回表、一死後淡口憲治が二塁打で出塁し、代走に佐藤純一が送られた。ここでロッテはリリーフの牛島和彦を投入。続く近鉄の鈴木は右翼手前に安打を放つ。三塁ベースコーチの滝内弥瑞生は本塁突入を指示したが、前進守備だった右翼手からの返球により、佐藤純一は三本間に挟まれ、捕手小山昭吉に触球されて憤死。二死二塁となった。
ここで近鉄はこの年での引退を決めていた梨田昌孝を代打に送る。一方のロッテは捕手を小山から袴田英利に交代した。一塁が空いており敬遠も考えられる状況だったが、牛島は梨田との勝負を選んだ。ボールカウント1ボールからの2球目、梨田は中堅手前に落ちる安打を放つ。二塁走者の鈴木は三塁を回り本塁へ突入。中堅手は、高沢に代わって入った本来は内野手の森田芳彦（公式戦で外野を守るのは前日が初めてでありこの日が2試合目）であり、森田からの返球はやや逸れ、クロスプレイとなるも、鈴木は本塁に滑り込んで生還、近鉄が勝ち越し点をあげた（近4-3ロ）。生還した鈴木は両手を広げて飛び出したヘッドコーチの中西太の胸に飛び込み、二人は抱き合ったまま倒れ込んで喜んだ。梨田は、二塁ベース上でガッツポーズをした。冷静沈着な梨田にとって現役最初で最後のガッツポーズだった。
9回裏、抑えの吉井理人が先頭打者袴田の代打丸山一仁への投球がボールと判定されたことを不服としてマウンドから駆け降り、球審に詰め寄った。結果丸山へは四球を与え、続く水上善雄の代打山本功児に対しても2ボール0ストライクとなった。ここで吉井に代えてリリーフに、2日前の試合で9回完投し128球を投げていた阿波野秀幸を送った。阿波野は、一塁走者丸山の守備妨害などもあり二死一塁としたが、佐藤健一にこの試合4安打目となる二塁打を許し、続く愛甲も2ストライクと追い込みながらも死球を与え、二死満塁となった。
阿波野は次打者森田を三球三振に仕留めて 試合終了。終了時刻は18時21分で、試合時間は3時間21分。近鉄はベンチに控え野手が残っていなかった。近鉄の勝利により、優勝の行方は130試合目である第2試合に持ち越されることとなった。また、ロッテはこの試合に敗れたことで対近鉄戦9連敗となった。
|        | 1 | 2 | 3 | 4 | 5 | 6 | 7 | 8 | 9 | R | H | E |
| ------ | - | - | - | - | - | - | - | - | - | - | - | - |
| 近鉄   | 0 | 0 | 0 | 0 | 1 | 0 | 0 | 2 | 1 | 4 | 6 | 0 |
| ロッテ | 2 | 0 | 0 | 0 | 0 | 0 | 1 | 0 | 0 | 3 | 8 | 0 |

1. 近：小野（7回）、吉井（1回）、阿波野（1回）
2. ロ：小川（8回1/3）、牛島（0回2/3）
3. 勝利：吉井（10勝2敗24S）
4. セーブ：阿波野（14勝12敗1S）
5. 敗戦：牛島（1勝6敗25S）
6. 本塁打
近：鈴木20号ソロ（5回・小川）
ロ：愛甲17号2ラン（1回・小野）
7. 審判
［球審］橘
［塁審］山本・斎田・村越
［外審］山崎・中村浩
8. 試合時間：3時間21分

| 近鉄 | 近鉄   | 近鉄           |
| 打順 | 守備   | 選手           |
| ---- | ------ | -------------- |
| 1    | [二]   | 大石大二朗     |
| 2    | [一]左 | 新井宏昌       |
| 3    | [右]   | R.ブライアント |
|      | 三     | 尾上旭         |
| 4    | [指]   | B.オグリビー   |
| 5    | [左]   | 村田辰美       |
|      | 左     | 淡口憲治       |
|      | 走中   | 佐藤純一       |
| 6    | [中]右 | 鈴木貴久       |
| 7    | [三]   | 吹石徳一       |
|      | 打中   | 加藤正樹       |
|      | 打捕   | 梨田昌孝       |
| 8    | [捕]   | 山下和彦       |
|      | 打     | 村上隆行       |
|      | 走遊   | 安達俊也       |
| 9    | [遊]   | 真喜志康永     |
|      | 打     | 栗橋茂         |
|      | 捕     | 古久保健二     |
|      | 一     | 羽田耕一       |

| ロッテ | ロッテ | ロッテ       |
| 打順   | 守備   | 選手         |
| ------ | ------ | ------------ |
| 1      | [二]   | 西村徳文     |
| 2      | [遊]   | 佐藤健一     |
| 3      | [右]一 | 愛甲猛       |
| 4      | [中]   | 高沢秀昭     |
|        | 打     | 上川誠二     |
|        | 中     | 森田芳彦     |
| 5      | [指]   | B.マドロック |
|        | 走指   | 伊藤史生     |
| 6      | [一]   | 伊良部秀輝   |
|        | 一     | 田野倉利行   |
|        | 打右   | 岡部明一     |
| 7      | [左]   | 古川慎一     |
| 8      | [捕]   | 斉藤巧       |
|        | 捕     | 小山昭吉     |
|        | 捕     | 袴田英利     |
|        | 打     | 丸山一仁     |
| 9      | [三]   | 水上善雄     |
|        | 打     | 山本功児     |

### 第2試合
第1試合終了から23分後の18時44分に第2試合が開始された。当時のパ・リーグは（9回で打ち切りとなるダブルヘッダー第1試合を除き）9回終了時点で同点の場合、最大12回までの延長戦を行うとしていたが、「試合開始から4時間を経過した場合は、そのイニング終了をもって打ち切り（ただし、8回完了前に4時間を経過した場合は、9回終了まで続行）」という規定もなされていた。
試合はロッテが2回裏に先頭打者ビル・マドロックの本塁打で1点を先制（近0-1ロ）。しかし、試合中度々ストライクの判定をめぐって近鉄監督の仰木彬や（NPBの試合規定では審判への抗議を認めていない）近鉄ヘッドコーチの中西太がベンチから飛び出し抗議するなど、球場内に不穏な空気が漂いながら試合は進んでいった。愛甲によると、第1試合に4安打を放ちながら、第2試合が始まった直後（1回裏1死）に近鉄の先発投手・高柳出己の投じたシュートが左手首に当たって動けなくなった佐藤健一に対して、仰木が聞こえよがしに「痛かったら代われば?」と声を掛けたことが、ロッテ側の憤激につながったという。また、第2試合の球審を務めていた前川芳男は、「佐藤が相当痛がっていたので、（患部の）治療に時間が掛かった。そこへノコノコやってきた仰木が、『もっと早く（治療を）やれないか』と余計なことを言った。有藤は（佐藤を）心配して来ているので、『言わなきゃいいのに』と思った。現に有藤は、（自分が）制止する前に、ものすごい剣幕で『あんた（仰木）に言われる覚えはない。（第2試合は）絶対に負けないから』と言い返した。この一件が後々まで尾を引いた」と述懐している。
ロッテの先発の園川一美に5回まで2安打に抑えられていた近鉄は、6回表二死一・二塁からベン・オグリビーの適時打で同点に追いつく（近1-1ロ）。続く7回表には、一死から吹石、二死から真喜志がいずれもソロ本塁打を放ち2点を勝ち越した（近3-1ロ）。一方、ロッテも7回裏、先頭打者の岡部明一の本塁打（近3-2ロ）、その後、近鉄が投手を高柳から吉井に交代すると、二死から西村徳文の適時打で同点に追いついた（近3-3ロ）。
8回表、近鉄は一死からブライアントがソロ本塁打を放ち4対3とし再びリードを奪った（近4-3ロ）。
近鉄は8回裏から第1試合に続いて阿波野を起用した。しかし、一死から高沢秀昭が阿波野の決め球スクリューボールを捉えて左越ソロ本塁打を放ち4対4の同点となった（近4-4ロ）。打たれた阿波野はマウンド上で下を向いて膝に両手をついて体を支えていた状態で、その直後の試合展開の記憶がないという。捕手の山下のサインはストレートであったが、阿波野自身はストレートの調子が悪かったとこれを拒否していた。阿波野は「なぜ山下さんがサインを出してくれたストレートを……信じられなかったのか」と後悔したという。なお、高沢は後に「ストレートを待って右翼方向に打とうと準備していたところにスクリューボールがきて、バットがうまく返った」と述懐している。9回表、近鉄は二死後、大石が二塁打を放ち二死二塁とした。次打者新井の打球は三塁線を襲うも三塁手水上の好守に阻まれ無得点。
この試合では朝日放送（ABC）が（自社を含む）テレビ朝日系列局の一部に向けて中継していたが、テレビ朝日側の決断（後述）で試合中に急遽全国放送へ切り替わっていた。さらに、実況を担当していた安部憲幸（当時は同局のスポーツアナウンサー）が前述した水上の好守に対して「止める!水上! This is プロ野球!! まさに、打ちも打ったり新井! よく止めた水上! 白熱のゲームが、好プレーを演出!」と絶叫したことによって、このシーンや「This is プロ野球!!」というフレーズが後年まで語り継がれるようになった。
9回裏、ロッテは先頭打者古川慎一が出塁。続く袴田の犠牲バントの打球を阿波野と梨田が一瞬譲り合い交錯、内野安打となり無死一・二塁となった。ここで阿波野は二塁へ牽制球を投じた。牽制球は高めに浮き、大石が三塁寄り方向にジャンプして捕球。その体勢のまま、二塁走者の古川と交錯しながら触球。二塁塁審の新屋晃は、「触球の際に古川の足が二塁から離れていた」としてアウトを宣告した。この判定に対して、古川が新屋に抗議。さらに、ロッテ監督の有藤通世がベンチを飛び出した後に、「大石が古川を故意に押し出した」として大石の走塁妨害を主張した。
大石は以上のプレーについて、現役引退後の取材で「古川の足がベースに着かないように、（古川への）タッチ（触球）と同時に（古川の身体を）押した」と認めながらも、「古川の足がベースに着いている状態で押したであれば『悪いプレー』（と思われてもやむを得ないの）だが、これだけの大一番で（新屋に）誤審して欲しくなかったので、足がベースに着いていないことを確かめたうえで（念のために）押した。これが事実」と明言。自分の近くで展開された有藤の抗議については、「（自分が古川の身体を）押そうが押そまいが、（古川の）足がベースに着いていないのだからアウト（に変わりはない）。実際には押したことがはっきりしているので、抗議に出るのは仕方がないとしても、『早く（ベンチに）帰ってくれ』『ベースに着いていないことを審判も（有藤に）はっきりと説明してくれ』とは思った」と語っている。
有藤が審判団への抗議を始めた時点で、試合時間は3時間30分を過ぎていた。近鉄ベンチから仰木が飛び出し有藤に迫り、客席からも罵声や怒号が飛び交うなど騒然とする中、有藤の抗議は9分間に及んだ。仰木は、自著『燃えて勝つ』で有藤の抗議を「信義に悖るものだった」と振り返っている。対する有藤は、後年のインタビューで、前述した佐藤の死球が抗議の伏線になったことを繰り返し明言。「仰木監督が佐藤に謝るどころか、『もう休め』と言ったことがきっかけで、仰木の人間性を疑った」と語っている。栗橋茂も近鉄のヤジがロッテを怒らせた要因の一つだと後年振り返っている。結局判定は覆らず一死一塁から試合再開となる。その後ロッテは西村の二塁打などで二死満塁としたが、愛甲が打った詰まった飛球を、左翼手の淡口憲治が地面スレスレで好捕し、勝負は延長戦に突入した。
延長10回表、この回先頭のブライアントの二塁ゴロを捕った西村の送球を、ベースカバーの投手の関清和が後逸し出塁を許す。近鉄は代走に安達俊也を送る。続くオグリビーは三振で一死。羽田耕一の打球を、二塁手の西村が捕球。そのまま二塁を踏み、一塁へ送球、併殺打で三死となり、近鉄の攻撃は終了した。
西村のこの時のプレーについて、仰木は「西村が定位置で守っていたら羽田の打球は中前に抜けていただろうが、西村が二塁ベースよりに守っていた」と振り返っている。また、実況を担当した安部は、西村から聞いた話として「西村は、西武よりできれば近鉄に優勝させたいという心境になり、羽田は右狙いだと読んで、予め二塁近くで守っていたが、結果として打球がそこに来たと言っている」旨を述べている。この時、時刻は22時41分、試合開始から3時間57分が経過していた。次の延長イニングがなくなる4時間までの残り3分で10回裏のロッテの攻撃を終わらせることは事実上不可能であったが、近鉄ナインは10回裏の守りに就いた。マウンドに上がった加藤哲郎は投球練習を省略し、少しでも試合を早く進めようとしたが及ぶべくもなく、22時44分、西武の4年連続リーグ優勝が正式に決まる。先頭の丸山は四球、代走に伊藤が送られた。続くマドロックは捕邪飛に倒れた。次打者岡部に対して近鉄は投手を木下文信に交代、ロッテは代打に斉藤巧を送る。そして木下が斉藤と最後の打者古川を三振に討ち取り近4-4ロの同点のまま22時56分、時間切れ引き分けで試合は終了した。仰木は最後までベンチ中央に仁王立ちして指揮を執った。このイニングは「悲劇の10回裏」と称された。
試合終了後、仰木をはじめ、近鉄ナインはグラウンドに出て整列し、三塁側とレフトスタンドに陣取ったファンへ頭を下げ、挨拶を行った。そのナインの姿に観客席で観戦していた上山善紀球団オーナー代行は立ち上がって拍手を送り、ファンからは「よくやった」「ご苦労さん」などの温かい声がかけられた。試合時間は4時間12分。第1試合の3時間21分との合計7時間33分は、ダブルヘッダーの試合時間としては、当時のNPB史上歴代2位の長時間試合となった。
|        | 1 | 2 | 3 | 4 | 5 | 6 | 7 | 8 | 9 | 10 | R | H  | E |
| ------ | - | - | - | - | - | - | - | - | - | -- | - | -- | - |
| 近鉄   | 0 | 0 | 0 | 0 | 0 | 1 | 2 | 1 | 0 | 0  | 4 | 9  | 0 |
| ロッテ | 0 | 1 | 0 | 0 | 0 | 0 | 2 | 1 | 0 | 0  | 4 | 11 | 2 |

1. （延長10回・時間切れ引き分け）
2. 近：高柳（6回）、吉井（1回）、阿波野（2回）、加藤哲（0回1/3）、木下（0回2/3）
3. ロ：園川（7回2/3）、荘（0回1/3）、仁科（0回2/3）、関（1回1/3）
4. 本塁打
近：吹石2号ソロ（7回・園川）、真喜志3号ソロ（7回・園川）、ブライアント34号ソロ（8回・園川）
ロ：マドロック17号ソロ（2回・高柳）、岡部11号ソロ（7回・高柳）、高沢14号ソロ（8回・阿波野）
5. 審判
［球審］前川
［塁審］高木・新屋・五十嵐
［外審］小林一・小林晋
6. 試合時間：4時間12分

| 近鉄 | 近鉄     | 近鉄           |
| 打順 | 守備     | 選手           |
| ---- | -------- | -------------- |
| 1    | [二]     | 大石第二朗     |
| 2    | [中]左中 | 新井宏昌       |
| 3    | [左]右   | R.ブライアント |
|      | 走       | 安達俊也       |
|      | 左       | 加藤正樹       |
| 4    | [指]     | B.オグリビー   |
| 5    | [一]     | 羽田耕一       |
| 6    | [右]     | 鈴木貴久       |
|      | 中       | 佐藤純一       |
|      | 打中     | 村上隆行       |
|      | 打左右   | 淡口憲治       |
| 7    | [三]     | 吹石徳一       |
| 8    | [捕]     | 山下和彦       |
|      | 打       | 栗橋茂         |
|      | 捕       | 梨田昌孝       |
| 9    | [遊]     | 真喜志康永     |

| ロッテ | ロッテ | ロッテ       |
| 打順   | 守備   | 選手         |
| ------ | ------ | ------------ |
| 1      | [二]   | 西村徳文     |
| 2      | [三]遊 | 佐藤健一     |
| 3      | [一]   | 愛甲猛       |
| 4      | [中]   | 高沢秀昭     |
|        | 打     | 丸山一仁     |
|        | 走     | 伊藤史生     |
| 5      | [指]   | B.マドロック |
| 6      | [右]   | 岡部明一     |
|        | 打     | 斉藤巧       |
| 7      | [左]   | 古川慎一     |
| 8      | [捕]   | 袴田英利     |
| 9      | [遊]   | 森田芳彦     |
|        | 打     | 上川誠二     |
|        | 三     | 水上善雄     |

- 最終順位（西武と近鉄のゲーム差は0、西武が勝率差で優勝）

1. 西武 73勝51敗6分 勝率.589（.5887）
2. 近鉄 74勝52敗4分 勝率.587（.5873）[注 8]

最終順位は1位西武、2位近鉄。最終ゲーム差0.0、勝率差は僅かに.002（一厘未満四捨五入。正確には.0014）だった。監督就任1年目にして10.19を演出した仰木は「悔しいが、これだけの粘りを見せた集団と一緒にやれた幸せをしみじみと感じる」「こんな立派な試合ができて、私自身も感動したし、ファンの方にも感動を与えることができたのでは。残念だけれど悔いはない」 とコメントを残している。
近鉄関係者は、宿舎である東京都港区内のホテルに戻るときも裏方も含めて泣いており、祝勝会の準備がなされていたホテルの宴会場で、佐伯勇オーナーも顔を出して「残念会」を行った。骨折で戦列を離れていた金村義明は「みんな、すみませんでした」と土下座して見せた。またこの試合を最後に退団したオグリビーは、トイレで人目をはばかりながら涙を流していた。仰木は10.19の時のチーム一体感について、自著『燃えて勝つ』でも振り返っている。この試合に出場した近鉄の選手達が現役引退する際、「選手生活で一番印象に残る思い出は」という質問に対して、ほぼ全員が「10.19のダブルヘッダー」と答えている。
この後、時間制限や引き分け制度への懐疑論が相次ぎ、パ・リーグでは4時間の時間制限が撤廃された。セ・リーグは1990年から延長15回引き分け再試合制を導入したが、2001年から延長は12回として引き分けを復活させた。

### 中継

#### テレビ中継
テレビ朝日系列の準基幹局で、近鉄の地元・大阪府に本社を置く朝日放送（ABC）が、ロッテ球団から2試合分のテレビ中継権を取得。第1試合からニュースウェーブABC（ABCの夕方のローカルニュース番組）とニュースシャトル（ANNの全国向けニュース番組）を挟みながら、また、後述するレギュラー番組を休止したり、ニュースステーションに挿入したりしての生中継を実施した（実際に中継が始まったのは1回裏のロッテの攻撃が始まる15:05からであった。また、中継が18:00で一旦終わり、18:00からのニュースウェーブABCでも中継が流されて、近鉄の勝利の瞬間まで伝えていた。第2試合の中継は18:50から始まった）。
- 第1試合

実況：西野義和　解説：岡本伊三美（元近鉄監督）
- 第2試合

実況：安部憲幸　解説：小川亨（元近鉄選手）
※実況担当の西野と安部、2試合ともベンチリポートを担当した戸石伸泰は当時、ABCのスポーツアナウンサー、解説の岡本と小川は同局のプロ野球解説者だった。制作クレジットは「制作協力：テレビ朝日　制作：朝日放送」と表示されていた。

#### ラジオ中継
- 第1・第2試合とも中継

朝日放送（2試合とも関西ローカル）
※第1試合　実況：高柳謙一　解説：小川亨（第2試合のテレビ中継の前に出演）
※第2試合　実況：武周雄　解説：岡本伊三美（第1試合のテレビ中継に続いて出演）
※高柳と武は当時、ABCのスポーツアナウンサーだった。
毎日放送（第1試合はニッポン放送が裏送り方式で関西ローカル、第2試合は同局との相互ネット）
※第1試合　実況：栗村智　解説：土橋正幸
※第2試合　実況：小野浩慈　解説：大矢明彦　ベンチリポート：松本秀夫
※小野・栗村・松本は当時、ニッポン放送の正社員（スポーツアナウンサー）だった。
ラジオ大阪（第1試合は関西ローカル）
ナイトゲームを中心に『近鉄バファローズナイター』と称して近鉄戦をレギュラーで中継していたため、川崎球場の放送席に専用の中継ブースを設けていた文化放送の技術協力によって、自社制作で放送。第1試合の中継では、中井雅之（当時はラジオ大阪アナウンサー）が実況、平野光泰（当時は同局の野球解説者、元近鉄選手）が解説を担当した。
第2試合の中継では、4回表（近鉄の攻撃）終了まで文化放送との相互ネットを実施。後述する事情で文化放送が自社制作の中継に切り替えた4回裏以降は、自社向けに関西ローカルで放送を続けた。
当日はナイターオフ編成期間に入っていたが、番組表に「（6:00以降、引き続きロ×近戦の時あり）」と記されるなど、試合展開に応じて中継時間を延長する体制を取っていた。
TBSラジオ（関東ローカル）
実況：第1・第2試合とも中村秀昭（当時はTBSアナウンサー）
※当初は『生島ヒロシのいきいき大放送』（当時13:00 - 16:00に編成されていた生ワイド番組）の放送を優先する方針で、当日の番組表にも「（ロッテ×近鉄戦放送の場合あり）」と記されていた。
- 第2試合のみ中継

NHKラジオ第一（全国放送）
実況：松本一路  解説：鈴木啓示〔NHK大阪放送局野球解説者、元近鉄投手〕 ベンチリポーター：秋山浩志
※松本・秋山ともNHKのスポーツアナウンサーで、当時は大阪放送局に在籍。現役生活を近鉄一筋で過ごしていた鈴木は、近鉄のリーグ優勝の可能性が消滅した瞬間に、放送中でありながら人目をはばからずに号泣した。鈴木以外の在阪メディア関係者も、その瞬間から、スコアシートを付けながら泣いた者が相次いだという。
ニッポン放送（毎日放送との相互ネット）
実況：小野浩慈　解説：大矢明彦　ベンチリポート：松本秀夫
ラジオ日本（関東ローカル）
文化放送（関東ローカル）
実況：戸谷真人〔当時は文化放送アナウンサー〕　解説：山崎裕之〔文化放送・テレビ東京野球解説者、元ロッテ・西武選手〕
※中継ブースをラジオ大阪に貸与していたことに加えて、西武の優勝が決定する場合に備えて矢野吉彦（この年まで文化放送アナウンサー）を西武球場へ派遣させていたことから、本来は第1・第2試合とも中継を自社で制作できる状況になかった。実際には第1試合の中継を見送ったうえで、第2試合の中継を（近鉄の地元局である）ラジオ大阪制作分の同時ネットで賄っていた。西武球場では胴上げの待機をしていた西武球団関係者向けとして、文化放送の回線を通じてラジオ大阪の中継が第1試合から場内で放映されていたが、当然ながら同局の中継は『近鉄バファローズナイター』に準じた近鉄贔屓の内容であり球団関係者の不興を買った。また、そもそも文化放送で第1試合の中継を行っていない、第2試合も大阪向けの放送をネット受けすることに対して西武ファンのリスナーから抗議が殺到。そのため、戸谷を中継用のFMカーで川崎球場へ急遽派遣させるとともに、第2試合の4回裏から自社制作の中継に切り替えた。当日は偶然にも山崎がテレビ東京の仕事で第1試合から放送席の近くで観戦していたため、戸谷が警察官の待機所からパイプ椅子を借りたうえで、山崎と共に椅子の上へ立ちながら試合の模様を伝えた。ちなみに戸谷は、テーブル代わりの画板を首から提げながら実況したという。
西武のパ・リーグ優勝の可能性を左右するカードでもあったため、上記の局では、近鉄が第1試合に敗れた場合に第2試合の中継を見送る予定だった。そのため、前述したTBSと同じく、番組表には「（ロッテ×近鉄戦放送の場合あり）」と記されていた。

## 社会的影響

### 試合中における各所の反応

#### テレビ朝日による異例の全国中継
1988年のパ・リーグは、降雨による試合中止が例年より多く、ロッテ対近鉄戦の消化がとりわけ遅れていた。9月26日から29日までの間にも川崎球場で4連戦が予定されていたものの、3試合が降雨で中止。パ・リーグの事務局では遅くとも10月19日の優勝決定を想定していたため、降雨中止分のロッテ対近鉄戦を、18日に1試合、19日にダブルヘッダーで2試合消化する方向で公式戦の日程を組み直した。ABCで当時スポーツ局次長とスポーツ部長を兼務していた高田五三郎は、9月末にロッテ対近鉄戦が3試合中止になったことを受けて、「このカードがおそらくパ・リーグの（レギュラーシーズンの）最後に回って、優勝を決める大一番になる」と予想。ロッテ球団が川崎球場における主催試合のテレビ中継の許認可権を有していたことを背景に、かねてから懇意にしていた当時の近鉄球団営業部長・吉川孝を通じて、未消化試合のテレビ中継をロッテ球団に打診した。この打診に対して、ロッテ球団は「在京のテレビ局から中継の申し込みがなければ、（ABC単独での）中継は可能」と回答。結局、他局が中継を申し込まなかったため、ABCスタッフの乗り込みによる19日開催分のテレビ中継が実現した。
第1試合については、福岡県 の九州朝日放送（KBC）と、宮城県 の東日本放送（KHB）でも、ABC制作の中継を第1試合から同時ネットで放送した。
ABCで第2試合の時間帯に編成されていたレギュラー番組のうち、『ハーイあっこです』（自社制作のネットワークセールス枠＝18:50 - 19:20で放送されていたアニメ）については、同局のみ放送枠を臨時に移動。テレビ朝日と大半の系列局に対しては、上記の時間帯に裏送り（ABCからの先行ネット）方式で放送した。当時20:00 - 20:54に放送されていた『ビートたけしのスポーツ大将』（テレビ朝日制作の全国ネット番組）については、ABCのみ後日の振り替え放送で対応した（ハーイあっこですは10月24日の16:30から放送、ビートたけしのスポーツ大将は同日の17:00から放送されていた）。
テレビ朝日では、自社で保有する系列局向けの中継回線を貸与するなど、ABCによるテレビ中継の制作に協力。当初は自社の放送対象地域である関東地方向けに第2試合を中継することを予定しておらず、前述の『ハーイあっこです』もABCからの裏送り方式で放送したが、『パオパオチャンネル』（関東ローカルの生放送番組）と『ニュースシャトル』でABCの中継映像を使用（ニュースシャトルの時間帯はABCでも野球中継を中断して同時ネット）。『パオパオチャンネル』では大熊英司（当時はテレビ朝日のスポーツアナウンサー）による電話リポート、『ニュースシャトル』では第2試合実況の安部が中継で試合経過を伝えていた。
テレビ朝日がこのような対応を繰り返すうちに、前述したラジオ中継などでも試合の経過を知った視聴者から中継の延長を求める電話がテレビ朝日局内の視聴者センターに殺到。センターで実際に受け付けられただけでも数百件にわたったほか、「局内のどこへいっても、誰もがABCからの裏送りで局内向けに流れているテレビ中継を見ている」という有様でもあったため、編成局では20時以降の第2試合中継の放送をめぐって協議に入った。協議では、『ビートたけしのスポーツ大将』と『さすらい刑事旅情編』（当時21:00 - 21:54に放送されていた全国ネットの連続ドラマ）の全面差し替えも検討されたという。結局、21:00から10分間だけ中継を放送したうえで、『さすらい刑事』以降の番組の放送開始時間を10分ずつ遅らせる方針に落ち着いた。本来は22:00から放送する『ニュースステーション』のスタッフは後述する事情から「10分遅れで番組スタート」という方針に異議を唱えたものの、テレビ朝日の編成部では、スポンサーや系列局との折衝を開始。いずれも了承を得られたため、第2試合途中の21:00（7回裏・ロッテの攻撃中）から全国放送に踏み切った（中継が始まる時、テレビの画面には「プロ野球ミニ中継」と表示がされていた）。ちなみに安部は、全国放送に切り替わってから、前述した「This is プロ野球!!」以外にも「ロッテもプロです」「ロッテもザ・プロフェッショナルとしての意地とガッツをぶつけての良い戦い」といった賛辞をロッテの選手に送っていた。このような実況をめぐっては、テレビ朝日がABCに対して、実況のスタンスを（関西ローカル向けの中継で定着していた）近鉄寄りから中立に変えるよう指示していたことが後に判明している。
実際には、10分で切り上げる予定だった中継の時間延長を繰り返したあげく（安部は実況中に21:15までの放送予定と21:30までの放送予定をそれぞれ伝えていた）、21:30を迎える直前で『さすらい刑事』の休止 と22:00までの中継延長を決定。結果として、21時台はCMなしの中継が続いたため、事実上「サスプロ」（スポンサーの付かない自主編成番組）として放送された。以上の対応を直々に指示した斎田祐造（当時のテレビ朝日編成部長）は、中継を見ながら、「（CMを出稿しているスポンサーからの収入で成り立つ民間放送としての）身を切るようなエライ（大変な）ことをしている」という思いに何度も苛まれたという。
上記の措置によって、『ニュースステーション』は22:00（9回表・近鉄の攻撃中）から放送を開始したものの、メインキャスターの久米宏はオープニングで事情を説明。「今日はお伝えするニュースが山程あるんですが 、実はパ・リーグの優勝決定がかかっている試合が、いま山場、9回の表2アウトまで進んでおりまして、ここで野球の中継をやめるわけにもいかず、とりあえず9回の裏までご覧頂いて、ニュースステーションは、あのー、いつもより10分終わる時間を延長してお送りするということで、ここんところで手を打って、暫く9回の裏までご覧いただきたいと思います」「（9回表終了後）This is ニュースステーションでございます。ニュースステーション今9回の表までお送りしましたが、裏までお送りします。で今日は延長の場合13回まで行きます。え、どんな番組になるか今夜は分からないんですが、伝えるニュースもいっぱいあるし助けて下さい」という表現で、視聴者に理解を求めた。結局、当初予定していた企画をすべて休止したうえで、第2試合の中継を事実上優先。攻守交代の合間などを縫って、主なニュースを伝えた。22:41に羽田の併殺打によって3分後の22:44に西武のパ・リーグ優勝が正式に決定すると、第2試合の中継と並行しながら、西武ライオンズ球場のライブビジョンでテレビ中継の映像を見ていたファンの様子を取材していた石橋幸治（当時はテレビ朝日のスポーツアナウンサー）が生中継で伝えていた。

#### 球場の状況

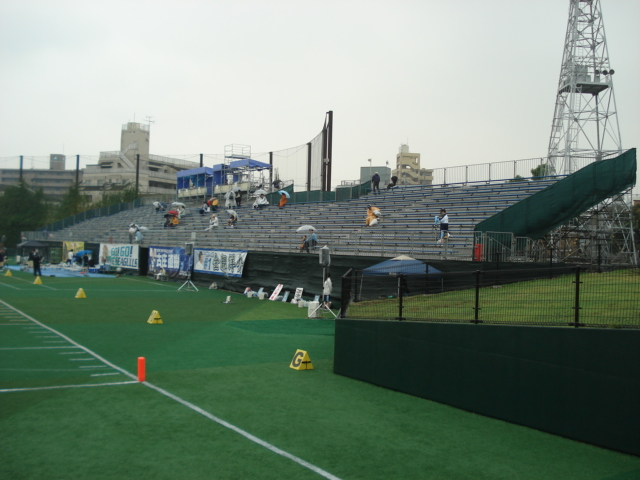
現在の川崎球場のメインスタンド。写真左後方から2番目の建物がハウスプラザ角倉である。（2009年9月撮影）

ロッテは1978年に川崎球場を本拠地として以来、慢性的に観客動員数が伸び悩んでおり、この1988年も前年より観客動員数は増えたが12球団最下位であった。球団は当時、1シーズン全試合有効の無料招待券（1枚につき、シーズン中任意の1試合に入場可）を近隣住民をはじめ多くの人々に大量に配布していた（なお、当時、プロ野球の観客動員数の発表は実数によるものではなく、上記のような球団の公式発表による数値はあくまでも公称値である。特にロッテは当時、年間予約席（シーズンシート）の席数などを含めて「3,000人」などと公式発表するケースが多かった）。
だが、この日は朝から無料招待券を持った客や各地から動員された近鉄ファンが大挙して押し寄せ、球場の定員を大幅に上回る人々が集まった。指定席は定数分の入場券があらかじめ用意されておらず、更に自動発券機がなかったため、不足した分は窓口の係員が座席表を確認しながらゴム印で席番を打つという手作業で発券した。さらには「大人用」の台紙を使い切ってしまったため、「小人用」の台紙の「小人」の表記をペンで消去して使いまわし、さらに指定席完売前に席番無しの立ち見券を発行するという異例の対応をするなど、係員は終始発券の対応に追われた。それでも発券が追い付かず、球場周辺には長蛇の列ができた。第1試合開始の15時前にはチケットは売り切れになり、無料招待券で入れる自由席に入場制限がかけられた。
入場できなくなった人は球場に隣接する雑居ビル、マンション、アパート等の上の階に観戦場所を求めて集まり、当時竣工して間もなかった右翼側場外にあるマンション「ハウスプラザ角倉」は階段や踊り場、さらには屋上までが人で一杯になったほどだった。第1試合に近鉄が勝利したことでさらに観客が球場周辺に押し寄せた。
当時の川崎球場では全体に老朽化が進んでいたことに加えて、普段から観客数が少なかったこともあって売店が少なく、メインスタンドのネット裏周辺に集中。外野スタンドには物販用のスペースが一切設けられておらず、売り子による巡回販売も為されていなかったため、外野席の観客は前述した売店へ足を運ばざるを得なくなっていた。このような事情から、1階スタンド下の売店と場外のうどん店・ラーメン店・お好み焼き店や自動販売機には場内の観客が次々と詰め掛けて長蛇の列をつくった。更に第1試合と第2試合の間のインターバルが夕食の時間とほぼ重なったため、第2試合が始まる頃にはほとんどの食べ物、飲み物が売り切れ、食事をとるのに支障が出てしまった。当時の川崎球場のトイレは、全て男女共用でしかも鍵が壊れたものがあり、実際に女性が利用できる場所はネット裏1階の実質1箇所しかなかった。さらに内外野スタンドのベンチも割れていたり壊れているものが多かった。
試合後、来場したファンから施設やサービス面について球団や球場施設を管理する川崎市に苦情が数多く寄せられたため、川崎市議会は1989年度の予算委員会で議論を行い、日本共産党を除く賛成多数で川崎球場の改修工事の予算を承認した。改修工事は1989年秋から段階的に着手。89年秋内野一般席・外野席椅子、スタンド壁面塗装工事、防球ネット嵩上げを行い、翌90年にはグラウンド全面人工芝化、スコアボード電光表示化、指定席椅子取替工事を完了させた。
こうした改修の甲斐もあって、1991年（平成3年）には、ロッテは球団史上初の観客動員数100万人を記録する。しかし、ロッテ側の根強い不信感を完全に払拭することはできず、同じ年の1991年の7月には重光昭夫球団社長代行が既に千葉市の千葉マリンスタジアムへの移転を表明していた。川崎市側の懸命な引き止めも虚しく、翌1992年（平成4年）のシーズンからは正式に千葉への移転が決まり、以降、川崎球場を本拠地とする球団が現れることはなかった。
川崎球場で最後に催されたプロ野球の一軍公式戦は、1992年（平成4年）7月3日・4日のパ・リーグ公式戦（ロッテ対近鉄の2連戦）で、いずれも近鉄が勝利。奇しくも「10・19」と同じカードであったため、「10・19」を場内で経験していた近鉄の選手から大石・ブライアント・村上・金村・山下・新井・安達、ロッテの選手から西村、愛甲、佐藤兼伊知、上川、森田、高沢、横田、園川が出場した。なお、翌1993年8月6日にはセ・リーグの公式戦（横浜ベイスターズ対阪神タイガース戦）が予定されていたが、雨天につき中止。この試合の振り替え開催に際しては、ベイスターズの本拠地である横浜スタジアムを会場に使用した。
ロッテが本拠地を千葉マリンスタジアムへ移転してからの川崎球場は、アマチュア野球やプロレスなどのスポーツに使われていたが、2000年3月31日をもって閉場に至った。閉場後は、スタンドの撤去や数回にわたる改修工事を経て、2014年（平成26年）から「川崎富士見球技場」（以下「スタジアム」と略記）という名称で再オープン。再オープン後はフットボール全般（主にアメリカンフットボール）、ラクロス、ゲートボール、グラウンドゴルフに利用されている。ただし、マウンドを撤去したほか、グラウンドの形状もダイヤモンド型から球技場型に改造されたため、スタジアムでは野球やソフトボールの利用を原則として認めていない。
スタジアムとしての再オープンに際しては、川崎球場の運営法人（株式会社川崎球場）が運営の業務を担っていたが、指定管理者制度の導入を経て2015年（平成27年）3月31日付で解散。翌4月1日からは、施設の保有権を川崎市が引き継ぐ一方で、富士通との施設命名権契約によって「富士通スタジアム川崎」という呼称を用いている。その一方で、川崎球場時代の外野フェンスやネットの一部は上記の工事後も残存。スタジアム内の管理事務所に設けられているギャラリーには、「10・19」に関する展示物が一般向けに公開されている。スタジアム開場後最初（2015年）の10月19日には、スタジアム内でイベントが催されていなかったにもかかわらず、「10・19」の面影をたどる人々がスタジアム周辺へ自然に集まる事態に至った。この事態を受けて、翌2016年（平成28年）からは、毎年10月19日に「10・19」関連のイベントをスタジアム内で開催。「10・19」以降に出生したにもかかわらず、各種メディアでの回顧番組・企画などを通じて当日の状況を知った世代を中心に、参加者が年々増加しているという。
なお、川崎球場時代の照明塔（6基）のうち3基は、スタジアムとしての再オープン後も稼働していた。しかし、耐震面で大きな問題をはらんでいることから、川崎市では2022年度内に全基を撤去することを計画。照明塔の歴史的な価値を高く評価している著名人・有識者・市民の有志（ニッポン放送の社員アナウンサー時代に「10.19」第2試合のラジオ中継でベンチリポーターを務めていた松本秀夫など）は、照明塔とフェンスを文化財に登録するための請願を2019年に川崎市議会へ提出したものの、文化財への登録や照明塔撤去計画の撤回・見直し・中断までには至らなかった。
川崎市では、LEDに対応した照明塔の新設工事と並行しながら、旧照明塔のうち1基を2022年7月までに撤去。2023年1月10日から、残り2基の解体工事に着手することを予定していた。その最中に、「10・19」当時のロッテで先発投手陣の一角を担っていた村田兆治（1990年10月13日に川崎球場の対西武戦で現役を引退）が、2022年11月11日に72歳で急逝した。スタジアムの指定管理者である川崎フロンターレ（J1リーグに所属する富士通出資のプロサッカークラブ）はこの事態を受けて、最後の撤去工事が始まる直前の2023年1月7日に、「村田兆治さんの思い出を胸に去り行く照明塔を見送る会」を午後からグラウンド上で開催。村田への献花台が設けられた一方で、イベントが夕方に差し掛かったタイミングで、旧照明塔の「最終点灯」が実施された。また、松本が司会を務めたトークショーには、「10・19」のダブルヘッダーに出場していたロッテの選手から水上と西村をゲストに迎えている。

#### 結果を待つ西武
監督の森祇晶は、10月17日には近鉄が敗れた時点で近鉄が残り3試合に全勝しない限り西武の優勝が決まる状態の時は平静な心境であったが、翌18日に近鉄がロッテに大勝する。ここに至って、森は近鉄に10月だけで7敗目のロッテのあまりの不甲斐なさに呆然とし、動揺が生まれたという。
10.19当日、ダブルヘッダーの結果待ちとなった西武は、西武ライオンズ球場の一塁側内野席を無料開放し、スコアボードの大型映像装置でロッテ対近鉄戦を生中継（パブリックビューイング。なお、当時はこの呼称は日本では存在していなかった）、監督以下選手たちも西武球場に待機していた。
引き分けなら優勝が決まる第1試合の9回、清原和博、工藤公康、渡辺久信らは既にユニホームに着替えて一塁ベンチで待機していたが、森は事が決まるまではとユニフォームを着ることを拒んだ。佐藤純一が三、本間に挟まれ憤死するとベンチもガッツポーズで盛り上がったが、その直後、梨田の中前打で近鉄が勝ち越すと大きなため息した。第1試合が近鉄の勝利となって第2試合の結果待ちとなり、ロッカーに戻った西武ナインは「一時解散」した。石毛宏典、秋山幸二らは愛車でいったん球場を後にする。第2試合が始まる頃、森は試合に一喜一憂するより、来季に向けた話し合いをした方が気が休まるとして、秋季キャンプの会議を始めた。会議後、内野守備走塁コーチの伊原春樹は一旦帰宅したという。森も自分の車で球場をいったん離れ、高沢の同点弾が出たところで戻ってきたが、そのままカーラジオで実況中継を聞いていた。球場に残った選手たちは食堂で第2試合を観戦していたが、その場にいた選手全員が、試合が進むにつれて「近鉄に勝たせたい」「(今年は)近鉄でいいよ」という気持ちに変わっていったという（大久保博元の談）。
延長10回裏、西武の優勝が確実になった状況で新聞記者たちが集まってきたが、森は「まだロッテの攻撃時間がある」と押しとどめ、「ロッテよ、攻撃に時間をかけてくれ」と祈っていた。また、選手たちは西武の優勝が決まった後、「絶対日本シリーズで勝つ」「あの連中(10.19で戦った選手)の気持ちも汲んで行く」と一致団結したという（大久保の談）。
22時44分、正式に西武の優勝が決まると、森や選手たちがグラウンドに登場、西武球場に集まった数百人のファンの前で、胴上げが行われた。森は「首位のつらさ学んだ」「近鉄の壮絶な戦いに身ぶるいするほどの感動を覚えた、この世界に生きる人間として頭が下がる」 とコメント、後に自著で「待つ身の辛さ」を振り返っている。なお、当時は昭和天皇が闘病中であった事を考慮し、ビールかけやセゾングループ各社での優勝セールは自粛した。
自チームの全日程が終了した後、他球団の結果待ちにより優勝が決定したケースは今回の事例に加え、1966年に西鉄ライオンズが自力優勝消滅したことによりパ・リーグ優勝した南海ホークス（現・福岡ソフトバンクホークス）、2021年にロッテが自力優勝消滅したことによりパ・リーグ優勝したオリックス、2022年にソフトバンクが自力優勝消滅したことによりパ・リーグ優勝したオリックス の4例がある。
西武は日本シリーズで中日ドラゴンズと対戦して日本一に輝いたが、その時に清原は「これで近鉄に顔向けができる」とコメント、仰木は自著で「パ・リーグの繁栄につながる視点」「感激」などと書いている。

#### 中日、および日本シリーズを控える側の反応
この年のセ・リーグ優勝チームである中日ドラゴンズの関係者は、監督の星野仙一をはじめほとんどが西武との対戦を希望していた。これは当時、西武は直近6年間で5回日本シリーズに進出し、前年までの2年連続日本一を含めて4度日本一に輝いていたことから「〔相手は西武の方が近鉄より〕やりがいがある」と受け取られていたためである。一方、シーズン途中の6月に中日から近鉄へ移籍して近鉄躍進の立役者となったブライアントは古巣である中日との対決を心待ちにして意気込みを見せていた。星野は西武の優勝を受け、「選手たちも（1982年の日本シリーズで負けた）西武とやりたいと言っていた」「横綱に胸借りる」などのコメントを出した。
シリーズに備えて合宿中の同球団は、選手たちは宿舎でテレビ中継を見ていて、この日は夕食後のミーティングも行われなかったという。
パ・リーグの優勝決定はこの近鉄の最終戦までもつれたが、西武・近鉄両球団とも日本シリーズの前売入場券の台紙を予め作成していた。またナゴヤ球場開催分の入場券は、対戦カードを「中日 対 パシフィック・リーグ優勝チーム」と表記した（日本シリーズのチケットは、原則として全てシリーズ開始前に発売される）。
ベースボール・マガジン社は、日本シリーズの公式プログラムを長年作成しているが、パ・リーグの優勝決定がもつれたため、「西武優勝版」と「近鉄優勝版」の2種類を予め作成。また同社出版の雑誌「週刊ベースボール」などでも同じ対応を行った。

#### 阪急身売り発表とマスコミの対応
この日の夕方、阪急ブレーブスがオリエント・リース（翌年4月、社名をオリックスに変更）に売却されることが発表された。この日のスポーツマスコミは「10.19」の行われていた川崎球場からも各社の遊軍記者が大阪に向かうなど「阪急身売り」の対応に追われた。
阪急はこの発表の記者会見で、「パ・リーグの優勝決定の日に」ということを詫びる趣旨の発言をした ものの、10.19の数日前に日刊スポーツ大阪本社の人物が阪急の取材を行っている会話の席上で、阪急球団幹部が近鉄優勝争いに話題が集中していた状況について「こっちもドカンと行ったるわい」と発言していたという。
新聞社では「阪急身売り」の内容が夕刊紙には間に合わず、号外を出して対応した。
前述したテレビ中継、ラジオ中継でも速報で「阪急身売り」のニュースが伝わり、特にABC（テレビ）でも3回表の近鉄の攻撃が始まる際に実況の西野が速報で伝え、解説者の岡本も南海からダイエーに身売りをする時のような大きなスクープがなかったために、びっくりするような感じで聞きいっていた。また、球場のバックネット裏で観戦をしていた前田泰男（当時の近鉄球団代表）の「寝耳に水、信じられません」のコメントを西野が伝えていた。
この日ダブルヘッダーを戦っていた近鉄ベンチにも、阪急の身売りのニュースは第1試合と第2試合の間の頃に伝わったという。
なお、この年阪急と南海が売却された事によって、パ・リーグ創設の1950年以来経営母体を一度も変更していなかった球団は、近鉄のみとなった。

### 試合翌日の一般紙・スポーツ紙
10月20日のスポーツ紙は日刊スポーツとサンケイスポーツが「阪急身売り」を一面で取り上げた。セ・リーグ覇者の中日の親会社のスポーツ紙「中日スポーツ」の一面は「待っていろ西武」という内容だった。また「10.19」「西武V4」を一面に取り上げたスポーツ紙もあった。
一方、一般紙はほとんどの新聞で一面で「西武優勝（4連覇、V4）」と共に「阪急の身売り」も併記し、運動面のみならず社会面でも10.19や西武優勝、阪急の身売りを詳細を掲載した。日経は社会面で「信じられない」というファンの声を掲載。
朝日新聞は運動23面で西武の優勝と19日の試合の戦評、阪急の身売りの記事 を掲載し「まさに青天のへきれきー、阪急のオリエントリースへの身売りはそんな感じだった」と評した。23面では西武の優勝原稿 と西武と近鉄の終盤戦の戦いぶりをまとめた。
3面総合面「時時刻刻」では、日本シリーズの放映権を巡るTV局の獲得争い、主催ゲームとなったロッテ球団が近鉄戦で多数の観客と臨時のTV中継で「たなボタ」の臨時収入を得たこと、既にリーグ優勝を決め日本シリーズでの対戦相手を見定めていた中日の西武優勝を受けての監督、選手らのコメントを伝えるなど、19日の試合の舞台裏をまとめた記事を掲載した。
毎日新聞は、1面に「西武 4年連続V」の見出しで西武の監督の森がナインに胴上げされる写真を掲載、また阪急の身売りの記事を掲載。運動面では26面と27面にまたがって近鉄戦の戦評 と、西武の優勝原稿を掲載、27面に阪急の身売り記事を掲載した。社会面でも、近鉄戦の盛り上がりを取り上げた記事 とともに、阪急の身売りに関し阪急ファンの驚きの声を掲載した。

### 回顧番組・企画
『ニュースステーション』では、1988年12月30日の年内最終放送（年末スペシャル）で、このダブルヘッダーに関する特集企画を編成。第2試合のテレビ中継で実況した安部が川崎球場からの生中継に登場したほか、近鉄・ロッテ・テレビ朝日・日刊スポーツの各関係者（同番組にスポーツコメンテーターとして出演していた編集委員の野崎靖博など）による証言VTRを放送された。
2009年2月7日にはテレビ朝日開局50周年記念番組（全国ネット）「伝説のスポーツ名勝負　いま明かされる舞台裏の真実」でもこのダブルヘッダーが取り上げられており、ニュースステーションと同じように近鉄・ロッテ・テレビ朝日の各関係者の証言VTRをもとに放送されていた。
2024年2月10日のテレビ朝日系タモリステーション（第9回「テレビが見た決定的瞬間　感動のスポーツ70年〜夢、希望、勇気〜」）でも取り上げられており、この時は梨田、阿波野、ブライアントの3人のみがVTR出演をされて、当時を振り返っていた。
また、テレビ・ラジオとも中継を制作したABCでは、試合から30年後の2018年に、平成30年度芸術祭参加作品として『 「10.19」〜7時間33分の追憶〜』というラジオドキュメンタリーを制作。同局（朝日放送テレビ所属）のスポーツアナウンサーで、中継のスコアラーを務めていた伊藤史隆（2017年に71歳で永眠した安部の後輩）が近鉄関係者（中西、梨田、吹石、大石、村上、阿波野）へのインタビュー取材とナビゲーターを担当したほか、第1・第2試合のテレビ中継の実況を収録した音源を盛り込んだ。同年11月18日に朝日放送ラジオでこの番組の本放送を実施したところ、2019年の日本民間放送連盟賞・ラジオ報道部門の優秀賞 や、第56回（2018年度）ギャラクシー賞・ラジオ部門の選奨を受賞。試合からちょうど31年後の2019年（令和元年）10月19日（土曜日）には、以上の受賞を記念して、第1試合が催された時間帯（16:00 - 17:00）に再放送を実施している。
『「10.19」〜7時間33分の追憶〜』でプロデューサーを務めた八木原明俊（制作の時点では朝日放送ラジオ編成局統括本部に所属）は、「10.19」の当日に、朝日放送（当時）のスポーツ部員として同局の本社でテレビ中継映像の編集作業へ従事。伊藤も当時はまだ若手（入社5年目）だったことから、（朝日放送のプロ野球中継ではテレビ・ラジオともメインカードとして扱われていなかった）近鉄戦中継の実況・リポーターや、近鉄のチーム・選手取材を主に担当していた。制作に際しては、ラジオで放送するにもかかわらず、八木原と伊藤の意向で安部による第2試合テレビ中継の実況音源を使用することを決定。第2試合のラジオ中継で実況していた武周雄（当時は朝日放送のスポーツアナウンサー）に八木原からこの意向を伝えたところ、武の先輩でもあった安部が制作の前年（2017年）に永眠したばかりであることを背景に、「安部さんの実況（音源）を（番組で）使ってくれ。俺からも頼む」との表現で快諾されたという。当初はロッテ関係者への取材も検討していたが、1時間の放送枠では取材の成果を収め切れないことが予想されたため、結局は近鉄関係者6名への取材だけにとどめた。
八木原は、「10・19」の後に『熱闘甲子園』（テレビ朝日との共同制作による全国高等学校野球選手権大会のダイジェスト番組）でチーフプロデューサーを務めた経験を背景に、「10.19」について「『プロ野球も高校野球も一緒やなぁ』と思わせる熱さがあった。番組（『「10.19」〜7時間33分の追憶〜』）の制作を通じて、当時気付かなかったゲームとしての価値が30年後に改めて見えてきたことを含めて、『人生を豊かにしてくれる財産になった』と思う」と述懐している。

## 1989年10月12日のダブルヘッダーと近鉄1年越しの優勝
ベースボールマガジン社『プロ野球70年史』は、1989年のパ・リーグを「10・19の雪辱果たして…」としている。

### 10月12日までの経緯
1989年のパ・リーグペナントレースは、オリックス・ブレーブス が開幕8連勝と開幕ダッシュに成功し、6月末時点で2位近鉄に最大8.5ゲーム差をつけた。ここから近鉄が猛追、7月を14勝6敗1分けで大きく勝ち越しオリックスを捉え、8月に首位にたつと一時は2位に4ゲーム差をつけた。しかし、その後足踏みし西武、オリックスに差を縮められる。西武は序盤最下位に低迷したが、6月オレステス・デストラーデの加入で勢いを取り戻し、8月は16勝7敗1分、9月は15勝6敗と猛追、オリックス、近鉄に追いつき9月15日には首位にたつが、近鉄、オリックス、西武ともに混戦から抜け出せないまま10月を迎える。この年近鉄・オリックス・西武は「熱パ三強」と呼ばれた。9月29日の時点で首位西武と2位オリックスは2.5ゲーム差、西武と3位近鉄とは3.5ゲーム差の状態だった。
9月30日、10月1日の西武ライオンズ球場での西武対オリックス2連戦は、4対5、5対10でオリックスが連勝しゲーム差を0.5ゲームに縮めた。10月1日の試合後オリックスの監督の上田利治は「これで面白くなるぞ」と記者団へコメント。
3日からの藤井寺球場での近鉄対オリックスの最終4連戦は3日は3対0で近鉄が勝利。4日は8対11でオリックスが勝利。5日は4対5でオリックスが勝利。首位のオリックスに3ゲーム差となり、自力優勝が消滅した近鉄は、同日、球団創立以来のオーナーの佐伯勇が逝去、チームには試合終了後に知らされた。一方の西武は対福岡ダイエーホークス戦で、3回までに8対0とリードするが、5点リードで迎えた9回表に一挙8点（このときのダイエー8連続得点は当時のNPB記録）を失い、12対13で敗北、西武の監督の森は、退任後の自著で、この5日の逆転負けが、（後記する）10.12の連敗以上に痛かった、と書いている。この時点で、オリックスにマジック8が点灯した。
6日、近鉄は対オリックス戦に1点差リードで迎えた9回表に逆転されるも、その裏に酒井勉を攻め、淡口憲治の内野ゴロの間に同点に追いつき、10回裏ハーマン・リベラのサヨナラ3ラン本塁打で5対2で勝利。西武は対日本ハム戦でデストラーデが打った2本塁打を郭泰源が守り切り完投勝利を挙げて、2対1で西武が勝利して再び首位に立ち、オリックスのマジックが消滅した。
7日、近鉄は対日本ハム2連戦の初戦を迎える。3回にブライアントが3ラン本塁打を打ち先制すると、2点差に迫られた6回には村上隆行が本塁打を打ち、その後1点差に迫られるも4対3で逃げ切り勝利。西武は対ダイエー戦で11四球を選びながらも散発2安打に抑えられ1対2で敗戦。オリックスは対ロッテ戦に11対9で勝利し、オリックスが再び首位に立つ。
8日、近鉄は対日本ハム2連戦の2戦目は、阿波野が新人時代からのライバルであった西崎幸広と初となる直接対決となったが、またしても3回裏にブライアントの本塁打で先制すると、6回裏にも3点を追加、4対0で完封勝利を挙げ、対日本ハム2連戦に連勝。オリックスは対ロッテ戦で初回に藤井康雄の2ラン本塁打で先制するも、5回に先発の佐藤義則が連打を浴びて逆転を許し、打線も2回以降は村田兆治の前に沈黙し、2対3で敗戦。この日、試合の無かった西武はオリックスとゲーム差無しで、勝率で再び首位に立った。
9日、ゲーム差無しで迎えた西武対オリックス最終戦は11対2で西武が勝利。近鉄は対ロッテ戦で中盤まで4点リードするも、7回表に一挙5点を奪われ、6対7で敗れたため、近鉄は残された西武との4試合のうち2敗を喫した時点で優勝が消滅するという状況に追い詰められた。この段階で首位西武と2位オリックスは1ゲーム差、西武と3位近鉄とは2ゲーム差の状態で、10日からの西武球場での西武対近鉄直接対決3連戦を、オリックスは川崎球場でのロッテとの4連戦を迎えた。
10日、西武対近鉄戦で西武が敗れ、オリックスが対ロッテ戦に勝利すれば、オリックスにマジック4が点灯する状況だった。西武対近鉄戦は一進一退となる中で、8回にリベラが決勝弾となるソロ本塁打を打ち、3対2で近鉄が勝利した。オリックスは先発の山沖之彦が1回31球6失点でKOされるなど2試合連続で投手陣が総崩れとなり、4対17でロッテに敗戦し、3連敗となり勝率差で3位に転落。この日近鉄の自力優勝が復活した。
11日は雨のため、西武対近鉄戦、ロッテ対オリックス戦共に試合中止、両試合とも急遽翌日にダブルヘッダーが組まれた。この2組のダブルヘッダーで、西武が近鉄に連勝しオリックスがロッテに1引き分けか、西武が近鉄に1勝1分となりオリックスがロッテに1敗または2分となれば、西武の優勝決定、という状況であった。

### 10月12日
この日について、第2試合に先発登板した阿波野は、10.19でも負けていないことからダブルヘッダーと決まった時点で「よーし」となったと振り返っている。一方、監督の仰木は、最終戦となる西武戦まで考えて「最悪でも一つ勝つ」と考えていた一方で、「パ・リーグはすごいんだぞ、という舞台づくりを念じていたことが現実になった」と思ったという。
第1試合は、近鉄は、ラルフ・ブライアントが西武先発郭泰源から、0-4の4回表にソロ、6回表に同点に追い付く満塁本塁打を放つ。そして5-5で迎えた8回表、再びブライアントに打席が回り、西武はブライアントをこの年14打席8三振、また来日以来被本塁打0に押さえ込んでいた渡辺久信を登板させた。しかし、ブライアントは1ボール2ストライクから、内角高めの速球を右翼スタンド最上段にソロ本塁打を放ち勝ち越し。打たれた渡辺久はマウンド上で膝をついてしゃがみこんだ。第1試合は6-5で近鉄が勝利。ブライアントは自ら、この時点で「アンビリーバブル」と叫んでいた。
続く第2試合は、2-2の3回表、ブライアントが西武先発高山郁夫から均衡を破るソロ本塁打を放つと続くリベラ、そして鈴木にも本塁打が出て忽ち4点差、さらに4回と5回にはこの年不振の工藤公康から6点を奪うなど、西武の戦意が失われたかのように近鉄ペースで試合が進み、14-4で西武に連勝した。ブライアントは第2試合のソロ本塁打で4打数連続本塁打（1回表は敬遠四球）を達成。「奇跡の4連発」と語り継がれている。オリックスはロッテとのダブルヘッダーを10-2、14-2と連勝した。
10月12日終了時、首位は近鉄、ゲーム差なしでオリックスが続き西武は1ゲーム差の3位に後退した。この日オリックスと西武の自力優勝が消え、近鉄にマジック2が点灯。
「まさかの」連敗で優勝が一転困難になった西武の監督の森は、第2試合終了後、なかなか報道陣の前に姿を現そうとしなかった後に、「これで絶望的になった、ということだな」と敗北宣言した。また、第1試合で決勝本塁打を打たれた渡辺久は、降板して引き上げるところを追いかけて来た森から「なぜフォークボールを…」と叫ぶように言われたことから、監督としてのショックの大きさへの理解を前提に、後に指導者になった時に「結果だけを見て（選手に）話すことは絶対にしない」こととしたという。なお、この渡辺久の配球は、ブライアントから三振をとるには高めの速球が有効というデータに基づいたという。一方、郭が満塁本塁打を打たれたのも高めの速球で、『プロ野球70年史』はこうした投球を「魅入られたように」と表現している。
この10月10日～12日の西武対近鉄の3連戦では、当時“猛牛キラー”と称された西武のドラフト1位ルーキー・渡辺智男は登板しなかった。10月9日の対オリックス戦に先発して8回1/3を投げて勝利投手になっていた渡辺智は、前年10月に受けた右肘の軟骨除去手術との関係で、登板間隔を考慮する必要があった。しかも、優勝（順位）争いも、15日の近鉄対西武最終戦まで続く可能性があった。
＜ダブルヘッダー第1試合＞
西武―近鉄24回戦 開始14時30分 西武13勝11敗
|      | 1 | 2 | 3 | 4 | 5 | 6 | 7 | 8 | 9 | R | H | E |
| ---- | - | - | - | - | - | - | - | - | - | - | - | - |
| 近鉄 | 0 | 0 | 0 | 1 | 0 | 4 | 0 | 1 | 0 | 6 | 7 | 0 |
| 西武 | 1 | 3 | 0 | 0 | 1 | 0 | 0 | 0 | 0 | 5 | 7 | 1 |

1. 近：高柳、佐藤秀、池上、加藤哲、吉井 - 山下
2. 西：郭、渡辺久、石井 - 伊東、仲田
3. 勝利：加藤哲（6勝2敗1S）
4. セーブ：吉井（5勝5敗20S）
5. 敗戦：渡辺久（15勝11敗）
6. 本塁打
近：ブライアント46号（4回郭）、47号（6回郭＝満塁）、48号（8回渡辺久）
西：辻3号（2回高柳）
7. 審判
［球審］五十嵐
［塁審］東・中村浩・山崎
［外審］小林一・斎田
8. 試合時間：3時間18分

| 近鉄 | 近鉄   | 近鉄           |
| 打順 | 守備   | 選手           |
| ---- | ------ | -------------- |
| 1    | [二]   | 大石第二朗     |
| 2    | [中]   | 新井宏昌       |
| 3    | [左]   | R.ブライアント |
| 4    | [一]三 | G.リベラ       |
| 5    | [指]   | 淡口憲治       |
| 6    | [右]   | 鈴木貴久       |
| 7    | [三]   | 金村義明       |
|      | 打遊   | 米崎薫臣       |
|      | 遊     | 安達俊也       |
| 8    | [捕]   | 山下和彦       |
| 9    | [遊]三 | 真喜志康永     |
|      | 打一   | 村上隆行       |

| 西武 | 西武 | 西武           |
| 打順 | 守備 | 選手           |
| ---- | ---- | -------------- |
| 1    | [三] | 石毛宏典       |
| 2    | [左] | 大久保博元     |
|      | 左   | 吉竹春樹       |
| 3    | [中] | 秋山幸二       |
| 4    | [一] | 清原和博       |
| 5    | [指] | O.デストラーデ |
| 6    | [遊] | 田辺徳雄       |
| 7    | [右] | 平野謙         |
| 8    | [捕] | 伊東勤         |
|      | 打   | 森博幸         |
|      | 捕   | 仲田秀司       |
| 9    | [二] | 辻発彦         |

＜ダブルヘッダー第2試合＞
西武―近鉄25回戦 開始18時11分 西武13勝12敗
|      | 1 | 2 | 3 | 4 | 5 | 6 | 7 | 8 | 9 | R  | H  | E |
| ---- | - | - | - | - | - | - | - | - | - | -- | -- | - |
| 近鉄 | 2 | 0 | 4 | 3 | 3 | 0 | 1 | 1 | 0 | 14 | 15 | 0 |
| 西武 | 2 | 0 | 0 | 0 | 0 | 0 | 0 | 2 | 0 | 4  | 7  | 1 |

1. 近：阿波野、木下 - 山下
2. 西：高山、西本、工藤、松沼博、山根 - 伊東、仲田、大久保
3. 勝利：阿波野（19勝8敗）
4. 敗戦：高山（5勝4敗）
5. 本塁打
近：ブライアント49号（3回高山）、リベラ24号（3回高山）、鈴木19号（3回西本）、20号（8回山根）
西：清原35号（8回木下）
6. 審判
［球審］寺本
［塁審］新屋・小林一・中村稔
［外審］東・山崎
7. 試合時間：3時間38分

| 近鉄 | 近鉄   | 近鉄           |
| 打順 | 守備   | 選手           |
| ---- | ------ | -------------- |
| 1    | [二]   | 大石第二朗     |
|      | 二     | 安達俊也       |
| 2    | [中]   | 新井宏昌       |
|      | 打一   | 後関昌彦       |
| 3    | [左]   | R.ブライアント |
|      | 左     | 淡口憲治       |
| 4    | [一]   | G.リベラ       |
|      | 打一中 | 村上隆行       |
| 5    | [指]   | 中谷忠己       |
|      | 打指   | 中根仁         |
| 6    | [右]   | 鈴木貴久       |
| 7    | [三]   | 金村義明       |
| 8    | [捕]   | 山下和彦       |
| 9    | [遊]   | 真喜志康永     |

| 西武 | 西武 | 西武           |
| 打順 | 守備 | 選手           |
| ---- | ---- | -------------- |
| 1    | [三] | 石毛宏典       |
|      | 三   | 藤野正剛       |
| 2    | [左] | 笘篠誠治       |
| 3    | [中] | 秋山幸二       |
| 4    | [一] | 清原和博       |
| 5    | [指] | O.デストラーデ |
| 6    | [遊] | 田辺徳雄       |
| 7    | [右] | 平野謙         |
|      | 右   | 羽生田忠克     |
| 8    | [捕] | 伊東勤         |
|      | 捕   | 仲田秀司       |
|      | 打捕 | 大久保博元     |
| 9    | [二] | 辻発彦         |
|      | 打   | 西岡良洋       |

この3連戦は10月10日（テレビ朝日・放送時間19:00 - 21:48）と10月12日の第2試合（フジテレビ・（放送時間19:00 - 20:54）が全国ネットでテレビ中継され、12日の第1試合はフジテレビが録画ハイライトと生中継を混ぜて担当し（放送時間16:00 - 18:00）、かつてのライオンズの本拠地だった福岡のテレビ西日本にもネットされている。12日の試合はテレビ埼玉でも（第1試合開始の14:30から）生中継した。同試合に順延となった11日は本来TBS（全国ネット・放送時間19:00 - 20:54）の担当予定だったが、委譲された。なお、川崎球場のロッテ対オリックス戦もテレビ神奈川を中心に第1、第2試合共に生中継されている。
12日のダブルヘッダーの視聴率は、ビデオリサーチ社発表によると第1試合10.2%、第2試合21.9%であったことから、スポーツニッポンでは、終盤の優勝争いの放送に向けての実績づくりのために1990年当初はパ・リーグの中継が多くなる可能性に言及している。

### 10.12のその後
10月13日、川崎球場でのロッテ対オリックス最終戦。オリックスはロッテ先発園川一美から1回表にブーマー・ウェルズが先制の本塁打、続く2回表には藤井康雄の本塁打、4回表にはブーマーの2打席連続本塁打で3点を先取するが、先発佐藤義則が5回裏、愛甲猛に3ラン本塁打を打たれ逆転。8回表に一死満塁と反撃するが、園川をリリーフした伊良部秀輝に後続を打ち取られ、オリックスは5-3で敗戦。近鉄のマジックは1になった。この試合はTBSテレビが19:30 - 20:54の時間帯で全国中継を行った。この試合の勝利投手となった園川は先述のとおり「10.19」の第2試合の先発だったこともあり、コメントは「敵役は慣れているもの」だった。この日試合のなかった近鉄監督の仰木は、「園川」に因縁を感じたという。オリックスは、9月までロッテに対して14勝5敗1分けとカモにしていたが、10月以降は3勝3敗と勝ちを伸ばせなかった。
10月14日、藤井寺球場での近鉄対福岡ダイエーホークス 戦。近鉄は1回裏に鈴木貴久の犠牲フライで1点を先制、4回裏に山下和彦と新井宏昌の適時打による3点、5回裏にリベラのソロ本塁打で、計5点を挙げた。中1日で先発して6回まで無失点の加藤哲郎が7回表に1点を返され一死一・二塁となったところで、投手をこれも中1日の阿波野に交代。スタンドからは阿波野コールが沸き起こり、阿波野は後続を断った。8回表はプロ初打席の大道典良に二塁打を打たれたのをきっかけに1点を返され、なおも一死一・二塁のピンチだったが、岸川勝也の投手強襲の打球を阿波野が好捕、一塁に送球し併殺に切り抜けた。
9回表は、鈴木が山本和範の右中間大飛球をフェンスに激突しながら好捕。続いて二塁手大石大二郎が藤本博史のイレギュラーバウンドした打球をジャンピングキャッチと連続ファインプレーで二死（阿波野は後年「みんな研ぎ澄まされた状態に」と表現している）。続く伊藤寿文に対しての阿波野は、「10.19」第2試合で打たれた本塁打を意識し、速球を投げ続けて三振に打ち取り、近鉄が5-2で勝って試合終了。近鉄は9年ぶり3度目のリーグ優勝を果たした。最終成績では近鉄はオリックスをゲーム差なしの勝率1厘差で上回った。
近鉄と1989年の日本シリーズを戦うこととなった読売ジャイアンツの監督の藤田元司は、報道陣に近鉄の優勝について質問が及ぶと、まれに見る3球団混戦を勝ち抜いたことへの敬意を示し、近鉄とは初めての日本シリーズとなることについて聞かれると（近鉄は）投手陣、打撃陣共にすばらしいものがある。手ごわい相手だが胸を借りるつもりでいくと述べた。なお日本シリーズは近鉄が3連勝と先に王手をかけたが、巨人が4連勝で逆転で日本一となった。
|          | 1 | 2 | 3 | 4 | 5 | 6 | 7 | 8 | 9 | R | H | E |
| -------- | - | - | - | - | - | - | - | - | - | - | - | - |
| ダイエー | 0 | 0 | 0 | 0 | 0 | 0 | 1 | 1 | 0 | 2 | 7 | 3 |
| 近鉄     | 1 | 0 | 0 | 3 | 1 | 0 | 0 | 0 | X | 5 | 6 | 0 |

1. ダ：村田、藤本修 - 内田、香川
2. 近：加藤哲、阿波野 - 山下
3. 勝利：加藤哲 7勝2敗1S
4. セーブ：阿波野 19勝8敗1S

本塁打（近）リベラ25号（5回村田）
5. 敗戦：村田 6勝8敗
6. 審判
［球審］村田
［塁審］林忠・前田・永見
［外審］岡田哲・柿木園

| ダイエー | ダイエー | ダイエー |
| 打順     | 守備     | 選手     |
| -------- | -------- | -------- |
| 1        | [右]     | 若井基安 |
|          | 打       | 大道典良 |
|          | 走中     | 山口裕二 |
| 2        | [遊]     | 小川史   |
| 3        | [中]右   | 佐々木誠 |
| 4        | [左]     | 岸川勝也 |
| 5        | [指]     | 山本和範 |
| 6        | [三]     | 藤本博史 |
| 7        | [一]     | 河埜敬幸 |
|          | 打       | 山中潔   |
|          | 打一     | 伊藤寿文 |
| 8        | [捕]     | 内田強   |
|          | 打捕     | 香川伸行 |
| 9        | [二]     | 森脇浩司 |

| 近鉄 | 近鉄 | 近鉄           |
| 打順 | 守備 | 選手           |
| ---- | ---- | -------------- |
| 1    | [二] | 大石第二朗     |
| 2    | [左] | 新井宏昌       |
| 3    | [指] | R.ブライアント |
| 4    | [一] | G.リベラ       |
| 5    | [右] | 鈴木貴久       |
| 6    | [中] | 村上隆行       |
| 7    | [三] | 金村義明       |
| 8    | [捕] | 山下和彦       |
| 9    | [遊] | 真喜志康永     |

この試合はレギュラー番組 を休止して、当日19:00からABCテレビを制作局（制作協力：大阪東通・九州朝日放送） としてANN系列で生中継され（ただし、青森放送、山形放送、山口放送、テレビ大分など当時のNNN系列とのクロスネット局を除く）、29.5%（ビデオリサーチ、関東地区）の高視聴率を獲得した。実況はABCの太田元治が担当し、前年10.19の第2試合を実況した安部憲幸は近鉄ベンチレポートを担当した（解説：岡本伊三美・山本和行、ダイエーベンチリポート：西川恵三〈九州朝日放送〉）
- 最終順位（近鉄とオリックスのゲーム差は0、近鉄が優勝）

1. 近鉄 　　　71勝54敗5分 勝率.568
2. オリックス 72勝55敗3分 勝率.567
3. 西武　　　 69勝53敗8分 勝率.566

#参考文献のうち、仰木『燃えて勝つ』では、2年続きの激しい優勝争いについて「日本人の持つ情の部分へ強く訴えるものがあったのだろう」と仰木自身の思いが書かれている（130頁）。